# Carillon (Paramaribo)

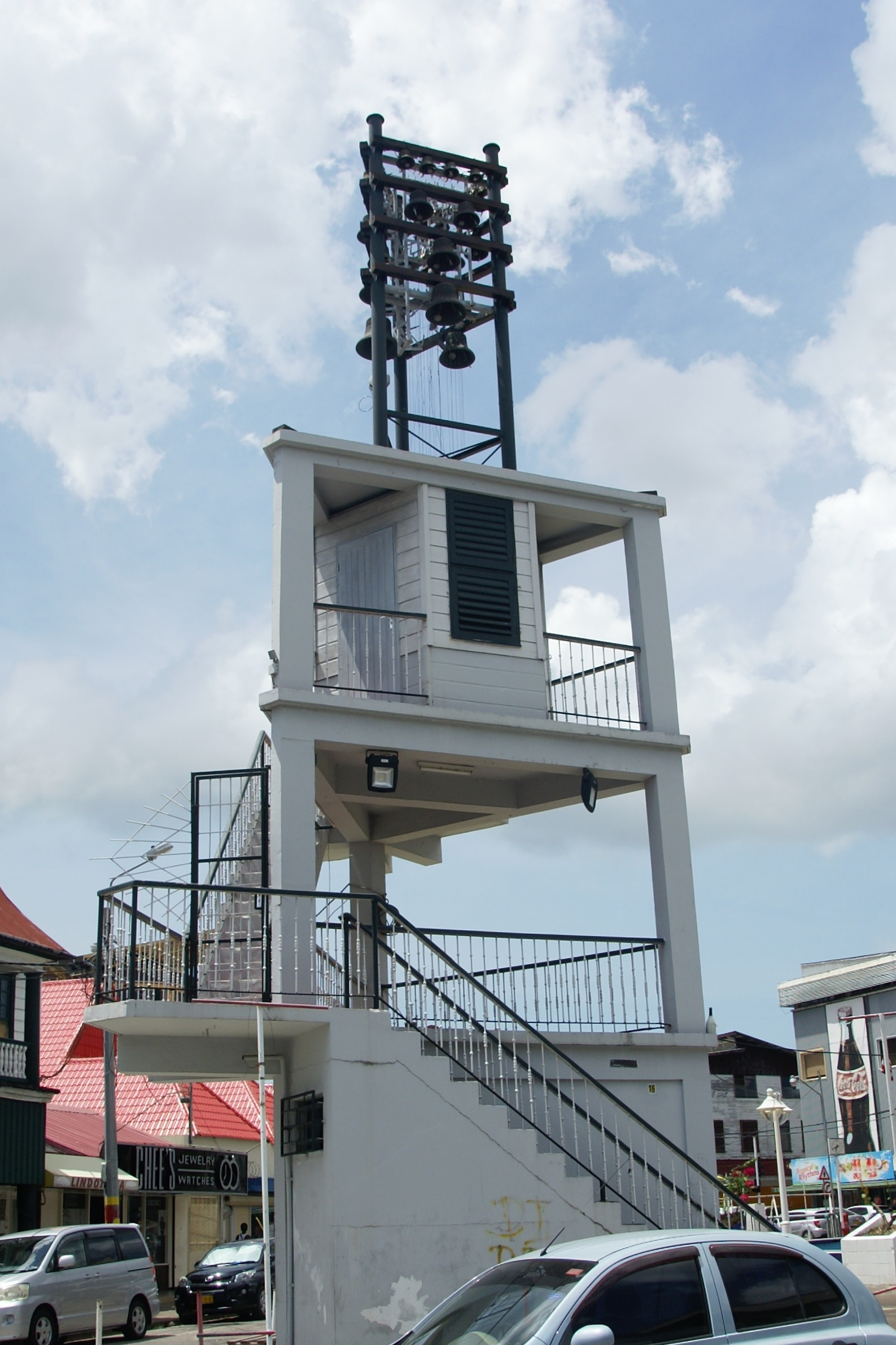
Het carillon op het Vaillantsplein.

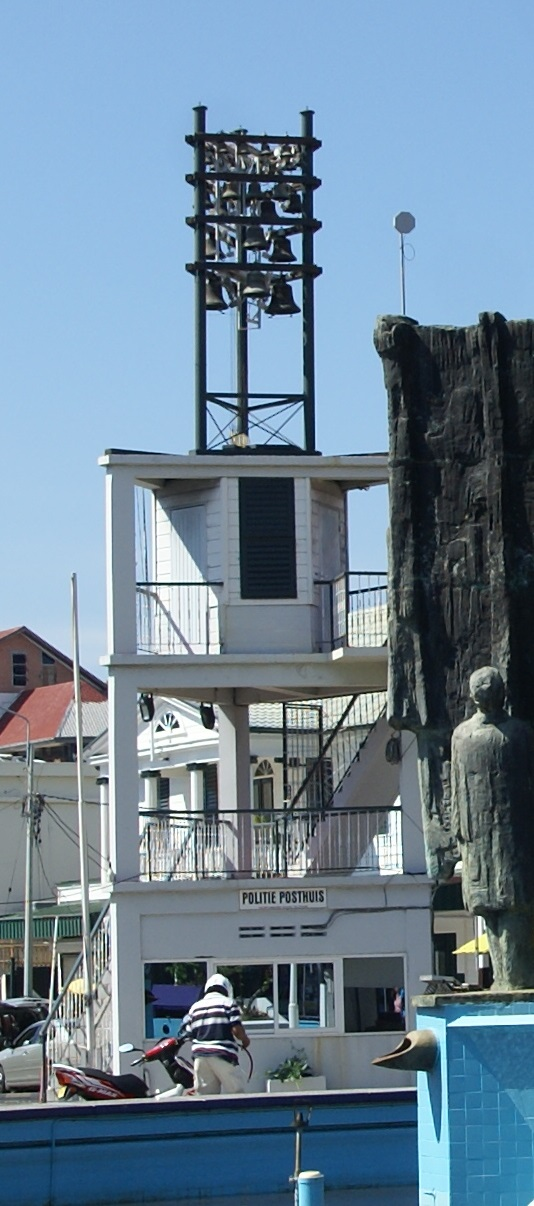
Voorzijde, met op de begane grond het Politie posthuis.

Het carillon, ook wel de Paramaribo-beiaard genoemd, staat op het Vaillantsplein (tussen de Keizerstraat, Knuffelsgracht en Heiligenweg) in de Surinaamse hoofdstad Paramaribo.
Het carillon werd geschonken door de Tweede Kamer der Staten-Generaal van Nederland aan De Nationale Assemblée van Suriname toen dat land onafhankelijk werd in november 1975. In februari 1978 werd het muziekinstrument in gebruik genomen. De beiaard werd bij toerbeurten bespeeld vanaf 1979 tot in de jaren tachtig van de 20e eeuw. De laatste restauratie van de beiaard vond plaats in 1991. Tussen 2008 en 2013 functioneerde het carillon niet, maar in november 2013 speelde het klokkenspel weer bekende Surinaamse melodieën.
Het carillon bestaat uit 25 klokken en werd gemaakt door de firma Eijsbouts uit Asten.
De grootste klok heeft een toonhoogte van G1. Het carillon beschikt zowel over een klavier als over een elektronische bediening door middel van een PLC Astro-PCE midi interface. Hierbij stuurt de Astro-PCE-computer elektrische magneethamers aan die aan de buitenkant van de klokken aan frames zijn vastgemaakt.
De toren waarin zich het carillon bevindt is ongeveer vijftien meter hoog, waarbij de speelcabine zich op zeven meter hoogte bevindt. De klokken hangen aan een open frame boven de stenen onderbouw.
Op de begane grond bevond zich een kleine politiepost.